# Suctobelbella conica
Suctobelbella conica är en kvalsterart som beskrevs av Zhao och Wen 1993. Suctobelbella conica ingår i släktet Suctobelbella och familjen Suctobelbidae. Inga underarter finns listade i Catalogue of Life.